# SCB Viktoria Köln
SCB Viktoria Köln was een Duitse voetbalclub uit Keulen. 

## Geschiedenis
De club ontstond op 1 juli 1994 door een fusie tussen SC Brück en SC Viktoria Köln. Viktoria had zes jaar in de hoogste klasse gespeeld en was tot 1994 nog actief in de derde klasse. De club heette aanvankelijk SCB Preußen Köln, waarbij Preußen sloeg op Preußen Dellbrück, de club die in 1957 met SC Rapid Köln fuseerde tot SC Viktoria. 
Viktoria werd laatste in de Oberliga Nordrhein 1994 en zou zo degraderen. Na dit seizoen werd de Regionalliga ingevoerd als nieuwe derde klasse. SC Brück promoveerde echter naar de Oberliga dat jaar en kwalificeerde zich zo voor de nieuwe Regionalliga waar de fusieclub van start ging. Na vier speeldagen was de club tweede, maar dan liep het mis. Na een reeks van 22 wedstrijden zonder zege eindigde de club op een degradatieplaats. Ondanks dit had de club met Jörg Beyel dat seizoen wel de topschutter van de Regionalliga in zijn rangen. Twee jaar later degradeerde de club al naar de Verbandsliga, nog maar de vijfde klasse. Met elf punten voorsprong op TSC Euskirchen werd de club wel meteen kampioen en keerde terug naar de Oberliga. Na een vierde plaats in 1999 werd de club vicekampioen achter Wuppertaler SV in 2000.
Hierna belandde de club weer in de middenmoot en in 2002 wijzigde de club de naam in SCB Viktoria Köln. Echter bleef een sportieve renaissance uit na de naamswijziging. Twee jaar later degradeerde de club door een slechter doelsaldo dan Bonner SC. In 2006 dreigde zelfs degradatie naar de Landesliga, maar aan het einde van de competitie volstond een overwinning op rechtstreekse concurrent Westwacht Aachen om het behoud te verzekeren. 
In 2008 werd de club nog vierde, maar hierna staken financiële problemen de kop op. In 2010 degradeerde de club uiteindelijk naar de Landesliga, maar daar zou de club nooit meer aantreden. Op 1 augustus 2010 vroeg de club het faillissement aan. Om de jeugdwerking te redden werd op 22 juni 2010 reeds FC Viktoria Köln 1904 opgericht, 1904 naar de oudste voorganger VfR Köln 04 rrh.. 

## Bekende spelers
- Karsten Baumann
- Jörg Beyel
- Sven Demandt
- Matthias Hönerbach
- Andrzej Rudy
- Bodo Schmidt
- František Straka
- Mike Wunderlich
- Ron-Robert Zieler